# Campeonato de Primera División 1935 (Venezuela)
Unión SC ganó dos títulos: el campeonato de Caracas y la Copa Venezuela, en la que goleó a Dos Caminos SC en la final por 9-3. Los "camineros" también fueron subcampeones en el torneo local. Sólo dos contactos con el extranjero: el barco Ajax de Inglaterra jugó dos partidos en el estadio de San Agustín y Deportivo Venezuela viajó a Trinidad y Tobago por segunda vez en la historia (ya lo había hecho en 1932).

## Fútbol en la provincia
Varios directivos de los equipos de fútbol de los estados Apure, Aragua, Mérida y Miranda contactaron a la prensa caraqueña, especialmente a la revista Élite, para publicar fotos de sus equipos:
- Aragua: Concordia FC (La Victoria)
- Apure: Apure FC (San Fernando de Apure)
- Mérida: Unión SC (Tovar)
- Miranda: Miranda FC (Los Teques)
- La Guaira: Atlético Vargas (Maiquetía)

Unión Sport Club

Campeón
3.er título